# Adam Kowalski
Adam Kowalski (Częstochowa, 16 de septiembre de 1994) es un jugador profesional de voleibol polaco, juego de posición líbero. Desde la temporada 2019/2020, juega en la equipo alemán Berlín Recycling Volleys.

## Palmarés

### Clubes
Supercopa de Alemania:
- 2019[1]

Copa de Alemania:
- 2020[2]